# 森雅裕 (ミュージシャン)
森 雅裕（もり まさひろ、1963年6月23日 - 2025年4月）は、1974年に音楽活動をスタートさせ、今も現役で活動するロックミュージシャンである。1981年から1982年のわずか1年という短い期間ながら今では「伝説的バンド」と言われるROUTE 66と、1988年にメジャーデビューをしたTHE CHAPPYSのボーカリストである。
曽祖父には、明治時代に外国人教師として来日し東京音楽学校(現 東京芸術大学音楽部)で教鞭をとったオーストリア人の音楽家ルドルフ・ディットリヒがおり、祖父の森乙はバイオリニスト、伯父は俳優の根上淳、伯母は歌手のペギー葉山であり、根上とペギーの長男である森英児は従弟にあたり、英児は陶芸家として活動している。また、雅裕の父親・森良達はピアニストであり、群馬県伊勢崎市立殖蓮小学校の校歌を作曲している。母親の明子は昭和30年代に化粧品メーカーに勤め、日本の着物の着付けや美容の伝授をするためにハワイに住んでいたことがあり、そのころに『エド・サリヴァン・ショー』に出演するなど文字通りの音楽・芸能一族である。この記事を書いている2021年の時点で、雅裕の音楽活動は47年目を迎える。

## 略歴
森雅裕は、1963年6月23日中野区弥生町に生まれる。1968年、中野区ナザレン幼稚園入園。特撮怪獣や昆虫の大好きな少年だった。しかし、体が弱く幼稚園も休みがちで、中耳炎を何度も患い両耳合わせて20回以上の切開手術をする。中耳炎対策のアデノイド切除手術も行ない、今でも難聴気味で雅裕の耳に入ってくる音は常にこもっている。また、扁桃腺も大きくよく高熱を出していた。
1970年、中野区立桃園第三小学校(現 中野区立桃花第三小学校)入学。小学4年生の時にラジオを入手したことで毎日音楽を聴くようになる。小学5年生の時にはかまやつひろしの「我が良き友よ」という曲を特に好んで聴くようになり、少年の心のうちに音楽をやりたいという気持ちが芽生え始め、同学年の終わりころにはTHE BEATLESやCARPENTERS、John Denver、Olivia Newton-Johnをはじめ、ラジオのスピーカーからは絶えず洋楽が流れていた。このころ、THE BEATLESのブートレグ "HAVE YOU HEARD THE WORLD" を入手。生まれて初めて買ったレコードである。また、フィンランド語などの児童文学翻訳家である遠藤久邇子(えんどうくにこ)の実家の正面にあった雅裕の生家である中野区の自宅では音楽教室を開き、ピアニストである父・良達とバイオリニストである祖父・乙がそれぞれピアノとバイオリンを生徒たちに教え、雅裕の生活環境は生まれた時から常に音楽であふれていた。
1976年、中野区立中野富士見中学校(現 中野区立南中野中学校)入学。幼少期は体が弱かったが、小学校から中学校を卒業するまでの間、走ることが得意だった。常にリレーのアンカーに選ばれ、中学3年生の時には中野区主催の競技大会で学校代表に選ばれ、100メートル走で入賞する。徒競走では過去に負けたことがなかった。
中学校に入るとさらに音楽にのめり込み、THE ROLLING STONESやTHE WHO、KINKSなどを好んで聴き、彼らのようなブリティッシュビート系のバンドをやりたいと思うようになる。そして、中学2年生の時に観に行ったTHE BEATLESのフィルムコンサートに衝撃を受け、帰宅するその足で楽器店に寄り必ずギターを入手すると固く心に決める。雅裕にとって音楽の道を歩み始めるきっかけとなった大きな出来事となる。それから間もなく、貯金などのお金をすべてかき集めてグレコの念願のエレキギターを入手する。毎日毎日練習に励み、早速THE PEACEという生まれて初めてとなるバンドを結成。THE BEATLESのカバーバンドで、ボーカル兼ギターを担当する。このころ、すでに音楽活動をしていた、のちのROUTE 66のベーシストとなる石井明夫や、のちにたのきんトリオとしてデビューする野村義男との交流が始まる。石井と野村は雅裕の1年後輩である。また、のちにROUTE 66のギタリストとなる同級生の齋藤邦男も別のバンドで活動していた。当時、雅裕と齋藤と仲が良くいつも一緒に遊んでいた同級生に田貝伸一がいる。田貝は今、玩具やフィギュア界で活躍し、フィギュア界で有名な製作会社・パイロットエースの設立時のメンバーであり、今はハンサムタロウエム＆ジェットターレの原型師・企画者として活躍しており、3人の交流は今も続いている。
中学3年生の時、雅裕はパンクロックの洗礼を受ける。初めて買ったパンクロックのレコードは、世界規模でロックに革命を起こしたSEX PISTOLSの "GOD SAVE THE QUEEN" である。そのすぐあとにEDDIE AND THE HOT RODSの "DO ANYTHING YOU WANNA DO" を買い、この曲が雅裕の音楽活動における方向性を決定付ける。
THE PEACEは自然消滅してしまっていたが、卒業を間近に控えたころに齋藤と新しくバンドを結成することを約す。中学校を卒業するその日、野村は自作のギターピックを卒業記念として雅裕に贈り、雅裕は今もそのギターピックを大切に保管している。
1979年、東海大学付属高輪台高等学校入学。齋藤と約した通りに1年生の時にTHE ROWDIESを結成。地元の南部青年館などでいよいよギグ活動を開始する。このころ、雅裕が出会った人の1人に当時、中野富士見中学校の1年生だった五味伸一郎がいる。五味はのちにPINKBOMBERを結成。一時期はのちに雅裕が結成するTHE CHAPPYSのバンドスタッフとなる島田が在籍していた。PINKBOMBERは2002年にファーストアルバムを、16年にセカンドアルバムをPINBON RECORDSからリリース。五味は今も同バンドで活動している。雅裕は、齋藤や五味と一緒にローラー族として週末に原宿のホコ天で踊っていたが、ある時週刊セブンティーンの取材を受け、写真とともに記事が掲載されたこともある。また、雅裕は1981年にSTRAY CATSの来日時の企画で、日本フォノグラム(株)の主催で行なわれた「ファッション＆ダンス」に出場し見事優勝する。優勝トロフィーの代わりに、額装されたSTRAY CATSのゴールドディスクが贈られた。さらに、テレビ神奈川の生放送番組に出演。優勝の記念としてテレビ神奈川の企画に呼ばれSTRAY CATSのメンバーに会わせてもらい、スタッフと一緒にメンバーに原宿の街を案内した。
高校3年生のころ、THE ROWDIESの活動が停滞する。ある日、雅裕は石井から新バンド結成の誘いを受け齋藤とともに参加し、BREAKING GENERATIONを結成。81年11月に目黒ROCKYにおいてファーストギグを行なう。数ヵ月後にバンド名を改名し、ROUTE 66となる。
1982年、東海大学文学部入学。ROUTE 66と改名して以降、EMOTIONAL MARKETやADK-DAY、東大赤門ギグなど日本の80年代パンクシーンの活性化につながった数多くのギグに出演し、これらのギグで共演したバンドとの縁で83年2月にCITY ROCKER RECORDSからリリースされたオムニバスアルバムの名盤と評される "OUTSIDER" に代表曲が2曲収録された。
この年の冬、当時親交の深かったTHE STALINのボーカリスト・遠藤ミチロウからの電話で、石井聰亙(現 石井岳龍)監督による「爆裂都市/BURST CITY」でTHE STALINのメンバーが演じるMAD STALINの親衛隊役としてエキストラ出演をする。撮影は大泉学園にある東映東京撮影所で行なわれた。武器を持って暴れ回るシーンだったため怪我人が続出し、中には役を忘れて本気で殴り合っているエキストラ同士がいるなど危険を伴ったものとなり、厳寒の中、撮影は徹夜で行なわれた。
ROUTE 66は同年9月に活動を休止。以降、1年間ほどメンバー探しの期間を経てTHE ROWDIESを再始動させる。当時アルバイトをしていた原宿のロックファッションショップで元GASの村田達也と出会う。交流が深まるにつれ、村田がドラマーとして活動していたC.O.P.とともに渋谷屋根裏でギグを行なう。それから間もなく村田から新バンド結成のオファーを受け、86年にTHE CHAPPYSを結成。87年7月に「笑っていいとも！」の一般人参加コーナーに雅裕と村田は2人別々に2週に渡って出演する。8月には「夕やけニャンニャン」に出演。番組内のインディーズバンドの人気投票をするコーナーでTHE CHAPPYSが1位を獲得し出演したものだった。しかし、番組出演後に周りから非難の声が上がった。THE CHAPPYSが出演出来たのは、ギグで共演したバンドのファンたちに任意で名前と住所を書いてもらったものを使ったからだという噂が広まり、それが原因で仲の良かったバンド仲間とも疎遠になってしまうなど思いも寄らない状況になる。事実としては、この投票に関してはテレビ局から組織票も許可されていたため、メンバーは自分たちの住所とバンド名の印鑑を作り、徹夜で数百枚のハガキに押印して投函した結果によるものだった。翌週も組織票の力で1位となり、スタジオで生演奏をする。この時、曲の間奏部分で、出演出来たのは自分たちで数百枚の組織票を作ったからだということをお笑いを含ませた小ネタという形にして事実を伝えた。
「夕やけニャンニャン」出演時にテレビ局のスタッフに気に入られたことで、同年10月に始まった「桃色学園都市宣言！！」の「St.月桂寺HighSchool」という番組に雅裕のレギュラー出演が決まる。しかし、出演後3ヵ月くらいまでは噂が消えず悩みの種となっていた。
1988年2月、元ポリコン口紅のファイターが立ち上げたポリコン企画から自主制作EP "THE CHAPPYS" をリリース。ファイターも雅裕と一緒に「爆裂都市/BURST CITY」のエキストラに参加していた。
番組レギュラー出演がきっかけとなり、数社のレコード会社からメジャーデビューの声がかかり始め、同年4月1日にFUN HOUSE(現 BMG JAPAN)からメジャーデビューを果たす。プロモーション活動や地方への営業回りなど積極的に活動するが、デビューからわずか9ヵ月後に昭和天皇が崩御される。国全体が喪に服し、イベントなどはすべて自粛中止されTHE CHAPPYSの活動もストップし、そのまま自然消滅的にバンドの終焉を迎える。その後の活動は、栗鼠と栗青年団というバンドで一度だけ南部青年館でギグを行ない、高円寺JIROKICHIにおいてブルースバンドのTOKYO TOPSにギターとコーラスで客演する。TOKYO TOPSは2000年にファーストアルバムを、13年にセカンドアルバムをSOUTHSIDE RECORDSからリリースする。
雅裕は2000年に元GASのリーダーだったZOMBIEが結成したPINKLANDに参加。PINKLANDは2001年に自主制作ミニアルバムをリリースする。その後4年間ほど、タレント事務所の放映プロダクションに所属。CMのエキストラや著名人の伝記ドラマとしての再現VTRなどに出演する。その後、メキノリーナ トルクアータ インマキュリコリスを結成。初代ギタリストには元PINKLANDの北岡、2代目ギタリストにはTOKYO TOPSのケンボー、ベーシストには以後、雅裕とずっと活動をともにすることとなる久保純、ドラマーは村田が結成したFREAK STORMのボーカリストとしてのちに参加する森川涼である。都内でギグを行なうが間もなく解散。2010年、INSECT HUNTER REGENTを結成。久保もベーシストとして参加する。五味のPINKBOMBERや俳優・渋川清彦のバンド・ドトキンスなどと共演。この年の11月には中野MOON STEPで一度限りのTHE CHAPPYS再結成ギグを行なう。共演バンドには雅裕と親交のあるバンドが多く集まった。
明けて2011年。実に30年という長い時を経てROUTE 66再結成の知らせがインディーズロックシーンを賑わせた。2枚のアルバムを引っ提げての再結成である。7月30日、記念ギグの会場となった下北沢SHELTERには、当時を知る古くからのファンや若い世代のファンたちが駆け付け満員となり、ギグは大盛況となる。その5ヵ月後には代々木ZHER THE ZOOで2度目のギグを行ない、今のところこのギグがROUTE 66のラストギグとなっている。
2012年5月上旬、雅裕は松戸市内の病院に担ぎ込まれる。病名は大動脈解離。致死率の非常に高い病気で、雅裕の場合、担ぎ込まれるのが30分遅れていたら助からなかったほどの重態であった。すぐに緊急手術が行なわれた。大動脈の解離した場所が心臓に近かったためにそのままでは手術が出来ず、全身麻酔をしたうえで人工心肺を用いて体全体を急速に冷やし、その状態を保ちながら実に18時間にもおよぶ手術となった。手術も無事に終わり、2ヵ月後に退院。自宅療養とリハビリ通院の長い日々を送り、翌2013年1月13日に下北沢BASEMENT BARで行なわれたLITTLE ELVIS RYUTA主催によるシリーズギグ・平成ウエスタンカーニバルにINSECT HUNTER REGENTで出演し、見事に復帰を果たす。愛機のテレキャスターを激しくかき鳴らし、イベントが終わるまでの間、雅裕の顔には終始笑みがあふれていた。
2014年8月。THE ROWDIESのメンバーだったROOS ROOSの自主制作ファーストアルバム "It's More A Feeling" にゲストボーカリストとしてレコーディングに参加。スタジオで一緒にプレイするのは30年振りとなった。INSECT HUNTER REGENTはその後、自然消滅的に活動は止まってしまう。
2016年。久保とともに新バンドを結成するが、久保がオーストラリアへ語学留学することがすでに決まっていたため、彼の帰国を待って活動を始めることを約す。
2020年。LITTLE ELVIS RYUTAが2003年から発行するロカビリー・ロックンロール系雑誌のGREASE UP MAGAZINEの取材を受ける。THE CHAPPYSに関することで単独インタビューを受け、4ページに渡ってインタビュー記事が掲載された。そして、このころに全世界に蔓延する新型コロナウイルスが発生。オーストラリアに留学していた久保も急遽、帰国せざるを得なくなる。久保の帰国後もコロナウイルスの感染悪化の影響により今も活動を始めることが出来ないでいるが、2人でロックンロールの基本に立ち返ったオリジナル曲の作曲を続けている。また、1981年から82年のROUTE 66活動期間中にフライヤーの作成手伝いや、2011年の再結成時からはマネジャーを務めた山口敬史と2018年にバンドを結成。バンドの方向性やメンバーに関することなどでミーティングを重ね、バンドを始動させようとしていた矢先に新型コロナウイルスの発生となり、このバンドも活動はストップしたままである。雅裕は今も定期的に術後の検診を受けているが、国内的にコロナウイルスの感染状況の改善がみられ次第、両バンドとも始動することになっている。

## 血縁関係

### ルドルフ・ディットリヒ
1861年4月25日、オーストリア帝国ビアラ(現 ポーランド領ビェスコ＝ビャワ)に生まれる。カペルマイスター(楽長・指導者の意)で音楽教師の父にバイオリン、オルガン、音楽理論などを教わる。82年にウィーン楽友協会音楽院(現 ウィーン国立音楽大学)を卒業。88年、東京音楽学校(現 東京芸術大学音楽部)からの外国人教師招請を受け、ウィーン楽友協会音楽院の院長・ヨーゼフ ヘルメスベルガー1世の推挙により同年11月に来日。94年7月まで教鞭をとる。在日中、日本音楽に興味を抱いたディットリヒは「姫松」や「落梅」などをはじめとした日本の旋律をピアノ用に編曲し、のちに楽譜として出版する。
1893年9月、三味線の師匠・森菊との間に乙が生まれる。乙はのちにバイオリニストとして活動する。94年には、国家や公共に対して長年に渡り従事して功績を積み重ねた者に授与される勲四等瑞宝章(瑞宝小綬章)を受章。同年9月にウィーンに帰国するが、森菊と乙は日本に残る。帰国後、1907年には宮廷少年合唱団のピアノ教師、09年にウィーン楽友協会音楽院の教授となる。また、11年にはオーストリア音楽教育学帝国連盟の発足時の幹部役員となり、同年ウィーン音楽芸術家協会理事に、14年に副会長となる。16年10月に卒中で倒れ、19年1月16日にウィーンで逝去。享年57歳。
2001年10月30日にKING INTERNATIONALからリリースされたクラシックアルバム「お雇い外人の見た日本・日本洋楽事始」には、ディットリヒが在日中に日本音楽を編曲した楽譜からの音源が17曲収録されている。

### 根上淳
本名 森不二雄。1923年9月20日、東京府豊多摩郡中野町(現 東京都中野区)に生まれる。3人兄弟の長男で、雅裕の父親となる良達とは年が離れており、良達が物心付いた時には不二雄はなんでもテキパキとこなしてしまうようなマメな男だった。また、不二雄はバラが大好きで、単に植えるだけでなく、種類の異なるバラの枝を接ぎ木するなどかなり凝っていた。
第二次世界大戦で日本の戦局悪化により、法政大学在学中の1943年10月21日に明治神宮外苑競技場において出陣学徒壮行会が開かれる。秋の強い雨が降りしきる中、5万人の学生たちに見守られながら、不二雄は2万5千人の出陣学徒の1人として出征。陸軍東部第62部隊(陸軍第101連隊)に入隊する。その後、陸軍航空隊の特別操縦見習士官として飛行訓練に入るが訓練中に胸を患い、入院中に終戦を迎える。
1947年、大映演技研究所の第3期生として入社。49年「母三人」で映画デビューし、俳優・根上淳としての人生を歩み始める。このころ、兄弟3人で一時期カントリーウエスタンバンドを組み、進駐軍の前で演奏していたこともあった。50年に公開された吉村廉監督の「二十歳前後」で初の主役を務め、翌年の木村恵吾監督の「牝犬」でのバンドマン役で注目を浴び、この作品が根上にとっての出世作となる。65年に根上の大ファンだったペギー葉山と結婚。67年に大映を退社。出演した映画は100本を超えていた。以降は、主にテレビドラマを中心とした活動に入る。68年、ペギーとの間に森英児が生まれる。
以降、98年に糖尿病の合併症による糖尿性脳梗塞で倒れるまでの間、「ザ ガードマン」や「ザ ハングマン」などの刑事ドラマ、「水戸黄門」や「銭形平次」などの時代劇ドラマ、特撮シリーズの「帰ってきたウルトラマン」ではMATの新隊長役を務めるなど幅広い役柄をこなす名脇役として、実に多くのドラマに出演する。98年からは自宅療養に入り、2000年に腎不全を患い人工透析を始めたため、ペギーは歌手活動を続けながら献身的に在宅介護を続けたが、05年10月24日に82歳で逝去。ペギーは最期の水として、新婚旅行の時に買ったブランデーを口に含ませた。
根上とペギーは2人で書道展に出展入選したり、CMでも共演するなど芸能界一のおしどり夫婦として知られる。1987年4月に立風書房から出版された『代々木上原めおと坂』も2人による共著である。

### ペギー葉山
本名 森繁子(旧姓 小鷹狩＝こたかり)。1933年12月9日、東京府豊多摩郡四谷区(現 東京都新宿区)に生まれる。実際は11月9日生まれだが、祖父が出生届を出し忘れてしまっていたために戸籍上は12月9日となる。
青山学院中学部(現 青山学院中等部)在学中に声楽を学び音大進学を志す。その後、米軍向けラジオから流れるアメリカのポピュラー音楽に興味を抱くが、同学院女子高等部(現 青山学院高等部)2年生の時にBing Crosbyの歌う「アイルランドの子守唄」に感銘を受け、クラシックからジャズへ転向する。その後、高校生にして進駐軍キャンプで歌うようになる。このころすでにペギー葉山と名乗っていた。ペギーの芸名は、敗戦後間もない時期に進駐軍クラブで歌う人たちには、呼びかけやすいようにアメリカ風の愛称が必要だったために、繁子も日系風の芸名を付けたことによる。ペギーは10代の若さをアピールすることなく、正確な英語で歌うと評判になりそれが見込まれて当時のビッグバンドの渡辺弘とスターダスターズの3代目専属歌手として契約する。
1952年、KING RECORDSから「ドミノ/火の接吻」でデビュー。専属の契約が解除になった55年2月に渡米し、各地で歌い盛況を博す。58年にはミュージカル「あなたの為に歌うジョニー」で芸術祭個人奨励賞を受賞。翌年には「南国土佐を後にして」が空前の大ヒットとなり不動の地位を築く。当初、この曲をNHK高知開局記念で歌うことを頼まれたが民謡調の曲に戸惑い一度は丁重に断った。しかし、ジャズのペギー調で構わないと懇願されたために引き受け、それが200万枚の大ヒットにつながりペギーの代表曲となった。
1960年8月、日米修好百年祭に日本人代表として招かれた時に鑑賞したミュージカル「サウンド オブ ミュージック」の「ドレミの歌」を帰国後に訳詞を付けて紹介し、音楽の教科書にも掲載され広く知られるようになる。
1965年、俳優の根上淳と結婚。68年には長男・森英児を出産する。87年4月には根上との共著『代々木上原めおと坂』を立風書房から出版。95年に紫綬褒章を、2004年には旭日小綬章をそれぞれ受章する。07年6月に社団法人日本歌手協会の初の女性会長に就任。14年6月には同協会3人目の名誉会長に就任する。
2017年4月9日にイベントのリハーサルで普段通りの元気な姿を見せていたが、翌日に体調を崩し入院。肺炎であった。容体が急速に悪化し、英児らに見守られながら12日に83歳で逝去。レコード大賞4度受賞をはじめ、8度におよぶ各受賞歴がある。レコーディングをした曲は2000曲を超える。

## 作品
ROUTE 66
1. オムニバスアルバム "OUTSIDER" (CITY ROCKER RECORDS・1983年2月) ＊2曲収録。
2. ファーストアルバム "BREAKING GENERATION" (YOUTH INC.・2011年6月6日)
3. セカンドアルバム "LAST GIG" (YOUTH INC.・2011年6月22日)
4. ファーストシングル "GOOD TIMES ROCK'N'ROLL/ROCKIN DOLL" (BREAK THE RECORDS・2019年10月23日)

THE CHAPPYS
1. ファーストEP "THE CHAPPYS" (ポリコン企画・1988年2月)
2. ファーストアルバム「GO! GO! CHAPPYS/それゆけ！！チャッピーズ」(FUN HOUSE・1988年4月1日)
3. ファーストシングル「キスをさせてくれよ/ゼロの傷心」(FUN HOUSE・1988年4月1日)
4. セカンドシングル「悲しきルーマーズ/ラブ クラクション」(FUN HOUSE・1988年8月25日)
5. セカンドアルバム "LOVE MOTION-THE CHAPPYS ANTHOLOGY" (YOUTH INC.・2014年7月16日)

その他
1. ROOS ROOS 自主制作ファーストアルバム "It's More A Feeling" (2014年11月13日) ＊ゲストボーカリストとして参加。

## 出演
- 笑っていいとも！ (1987年7月) ＊一般人参加コーナーに出演。
- 夕やけニャンニャン (1987年8月) ＊インディーズ時代のTHE CHAPPYSとして2週連続出演。
- St.月桂寺HighSchool/桃色学園都市宣言！！ (1987年10月から1988年3月) ＊放送期間中、レギュラー出演。
- オールナイトフジ (1988年5月) ＊メジャーデビュー後のTHE CHAPPYSとして出演。
テレビ局はすべてフジテレビ。

この他、メジャーデビュー後にTHE CHAPPYSとして都内ラジオ番組、地方のテレビ番組やラジオ番組に出演。